# Stralsund: Kreuzfeuer
Kreuzfeuer ist ein deutscher Fernsehfilm von Lars-Gunnar Lotz aus dem Jahr 2015. Es handelt sich um den sechsten Filmbeitrag der ZDF-Kriminalfilmreihe Stralsund. In den Hauptrollen der Ermittler agieren Katharina Wackernagel, Wanja Mues, Alexander Held und Michael Rotschopf. Die Haupt-Gastrollen sind besetzt mit André M. Hennicke, Michaela Caspar, Jasmin Gerat, Anke Retzlaff und Harald Schrott.

## Handlung
Die Streifenpolizisten Sabine Lieber und Uwe Berger führen eine Verkehrskontrolle durch, wie sie das zigmal getan haben, und sind mit ihren Gedanken schon beim nahenden Feierabend. Als sie ein Auto anhalten, um den Fahrer darauf hinzuweisen, dass sein Rücklicht defekt sei, rastet dieser völlig aus. Bergers nun nicht mehr freundliche Aufforderung, den Kofferraum zu öffnen, lässt die Situation so eskalieren, dass der Fahrer Klaus Ewert plötzlich eine Waffe in der Hand hat und Berger damit niederschießt. Die Polizistin zwingt er in den Streifenwagen, der ihm als Fluchtauto dient.
Zur etwa selben Zeit ist Kriminalkommissarin Nina Petersen im Gefängnis, um ihren Freund Benjamin Lietz zu besuchen. Dieser war jedoch in eine Streiterei verwickelt und darf keinen Besuch empfangen. Nina, die nach einer Schussverletzung das Krankenhaus gerade wieder verlassen und ihren Dienst angetreten hat, fühlt sich vor den Kopf gestoßen. Obwohl Petersen ihrem Vorgesetzten Hauptkommissar Gregor Meyer versichert, dass es ihr gut gehe und sie wieder voll einsatzfähig sei, verlangt dieser von ihr, dass sie sich einer psychologischen Beratung stellt.
Als man den gestohlenen Streifenwagen mit der Leiche von Uwe Berger im Kofferraum auf dem Rathausplatz findet, kommt gleichzeitig die Meldung, dass vom Rathausdach auf Polizisten geschossen werde. Auch die Polizeihauptkommissare Karl Hidde und Max Morolf werden in diese Schießerei, bei der am Ende ein weiterer Polizist tot ist, verwickelt. Hidde klagt seinen Kollegen Morolf an, dass er in der Deckung geblieben sei, statt dem Kollegen zu helfen. Unter den Zeugen, die dem Vorfall auf dem Rathausplatz beigewohnt haben und nun vernommen werden, befindet sich eine Zeugin, die sich nach Nina Petersens Dafürhalten sehr merkwürdig verhält. Es handelt sich um Maren Fenske, die im Standesamt arbeitet und den Schützen auf dem Dach gesehen haben muss.
Klaus Ewert hat die junge Polizistin geknebelt und mit Handschellen gefesselt nur in Unterwäsche auf seinem Dachboden versteckt. Er ist offensichtlich krank. Inzwischen hat man das Handy von Sabine Lieber geortet. Man findet jedoch nur drei Autoreifen, an denen ein Zettel befestigt ist mit dem Text: „Das ist alles Eure Schuld!“ Lieber unternimmt inzwischen den vergeblichen Versuch zu fliehen, als Ewert sie auf die Toilette gehen lässt. Im Gefängnis, in dem Lietz einsitzt, verbüßt auch Michael Broder seine Haftstrafe, der 2007 wegen Brandstiftung mit Todesfolge verurteilt wurde, und 2009 vom Gefängnis aus Beihilfe zum Mord, Freiheitsberaubung und Entführung leistete mit dem Ziel, sich freizupressen. Die Vorgesetzte von Nina Petersen, Kriminalhauptkommissarin Susanne Winkler, fand dabei den Tod.
Im Mitschnitt einer Kamera entdeckt Petersen, dass der wahrscheinliche Täter eine auffällige Tätowierung am Arm hat. Meyer ist erbost, da Hidde und Petersen seiner Meinung nach die Zusammenarbeit mit Max Morolf sabotieren. Klaus Ewert versucht inzwischen einen besseren Kontakt zu Sabine Lieber herzustellen in der Hoffnung, dass sie noch ein wenig bei ihm bleiben könne. Er erzählt ihr, dass seine Lunge kaputt sei. Man habe ihn für einen Staat geopfert, den es nun nicht mehr gebe. Nina Petersen hat inzwischen damit zu kämpfen, dass Lietz sie offensichtlich nicht sehen will und begibt sich in die Kirche. Dort taucht Max Morolf auf und versucht sein Verhalten am Vormittag zu erklären. Er sei bei einem Einsatz zu weit gegangen und von einer Kugel in der Schulter getroffen worden, seitdem passe er gut auf sich auf.
Im Polizeikommissariat geht ein Anruf von Ewert ein, der den Chef verlangt. Meyer wird nicht wirklich schlau aus dem Mann, der nicht zu wissen scheint, was er eigentlich will. Zur selben Zeit taucht Maren Fenske bei Sabine Lieber auf und flößt der sich wehrenden Frau ein Getränk ein. Hidde führt zur selben Zeit ein Gespräch mit Broder, der ihm erzählt, er wisse, wer der Mann mit dem Spinnentattoo sei, aber eine Gegenleistung für den Namen erwartet. Nina Petersen hingegen will noch einmal mit Maren Fenske sprechen. Vorm Hauseingang trifft sie auf Klaus Ewert, den sie in dem Moment erkennt, als sein Ärmel zurückrutscht und sie das Tattoo sieht. Die Situation wird kritisch, als jedoch Maren Fenske plötzlich am Tor steht, flieht Ewert. Petersen und Morolf finden Unterlagen, die aussagen, dass Ewert, ein ehemaliger NVA-Soldat, seit etwa drei Jahren von seiner Krankheit weiß, einem unheilbaren Lungentumor. Seine verzweifelten Versuche, Gerechtigkeit zu erlangen, wurden alle abschlägig beschieden. Daher wohl sein Hass auf Staatsdiener.
Maren Fenske, bei der es sich um die Schwester von Klaus Ewert handelt, wird von Nina Petersen vernommen. Es stellt sich heraus, dass sie eifersüchtig ist und höchstwahrscheinlich hinter dem Verschwinden von Sabine Lieber steckt, die man in Ewerts Haus nicht mehr angetroffen hat. Ewert taucht schwer bewaffnet im Kommissariat auf und schießt auf alles, was sich bewegt. Als Schutzschild schiebt er einen der Polizisten vor sich her, von dem er wissen will, wo sein Chef sei. Er droht: „Du oder dein Chef“. Meyer kommt daraufhin freiwillig aus seinem Versteck. Aber auch Petersen gibt ihre Deckung auf. Ewert verlangt, Sabine zu sehen. Er droht damit Meyer, Petersen, Morolf oder Hidde zu erschießen. In diesem Moment tritt Maren Fenske hinzu und erzählt ihrem Bruder, dass Sabine bei Gott sei. Er erschießt sie daraufhin. Als er die Waffe sodann auf Petersen richtet, trifft ihn ein Schuss von Hidde in den Rücken.
Petersen schlägt vor in der Nikolaikirche nach Lieber zu suchen, da Fenske gesagt habe, sie sei bei Gott. Tatsächlich wird das Opfer dort gefunden. Auch ein erneuter Versuch von Nina Petersen, Kontakt zu Lietz herzustellen, schlägt fehl, er ist nach Bayern verlegt worden. Zurückgelassen hat er nur einen Umschlag mit einem gemeinsamen Foto, das Nina ihm hatte zukommen lassen. Tränen laufen ihr über die Wangen, als sie das Bild aus dem fahrenden Auto wirft.

## Produktion

### Produktionsnotizen, Dreharbeiten
Produziert wurde der Film von der Network Movie, Film- und Fernsehproduktion Wolfgang Cimera GmbH & Co. KG, Köln, Herstellungsleitung: Andreas Breyer, Produktionsleitung: Ralph Retzlaff, verantwortlicher ZDF-Redakteur Martin R. Neumann.
Kreuzfeuer wurde im Zeitraum 26. August bis 26. September 2014 in Stralsund und Umgebung gedreht.

### Privates der Ermittler
Nina Petersen, die im Fall zuvor von ihrem Partner Benjamin Lietz angeschossen worden war und das gemeinsame Kind beider dabei verlor, kehrt ins Kommissariat Stralsund zurück. Zuvor hat sie erfahren, dass sie keine Kinder mehr bekommen kann. Ihre Partnerschaft mit Lietz endet sowohl beruflich als auch privat, was Spuren bei der Kommissarin hinterlässt und auch ihre Arbeit in diesem Fall berührt. Katharina Wackernagel sagte dazu in einem Interview: „Durch die Konfrontation mit dem Täter wird sie [Nina Petersen] vor die Frage gestellt, wie viel ihr eigenes Leben ihr noch bedeutet. Eine spannende Entwicklung für eine Figur, die meist sehr bedacht vorgeht und geerdet wirkt.“

### Veröffentlichung
Stralsund: Kreuzfeuer wurde am 31. Januar 2015 zur Hauptsendezeit im ZDF erstausgestrahlt.
Der Film wurde am 22. April 2016 vom Studio Hamburg Enterprises auf DVD veröffentlicht zusammen mit den Folgen 5, 7 und 8.

## Rezeption

### Einschaltquote
Bei seiner Erstausstrahlung wurde der Film von 6,97 Millionen Zuschauern verfolgt, was einem Marktanteil von 22,2 % entspricht.

### Kritik
Volker Bergmeister lobte den Film auf der Seite Tittelbach.tv, gab vier von sechs möglichen Sternen und sprach von „knapp 90 spannende[n] Minuten“. Der sechste Film aus der ZDF-Reihe biete „einen gradlinig erzählten Fall“, knüpfe „in Bezug auf das Ermittlerteam inhaltlich stark an die fünfte Folge an“ und biete „eine klug ausbalancierte Mischung aus Action-Elementen und eher psychologischen Momenten“. Das sei „gute Unterhaltung“; einschränkend merkte Bergmeister an, dass man sich „bei den Polizeiermittlungen inspiriertere Dialoge gewünscht hätte“. Nachdem Martin Eigler, der bisher alle Folgen in Szene gesetzt hatte, hier nur noch Autor ist, dürfe „ein junger Regisseur sein Können beweisen und der zuletzt etwas zu sehr in Routine erstarrten Inszenierung mehr Frische geben“. Ein „gutes Händchen“ habe man in der „Besetzungsfrage bewiesen“, denn André M. Hennicke sei „ein Spezialist für wortkarge Menschen im Grenzbereich, am Abgrund, in aussichtsloser Lage“. Sein Klaus Ewert trage auch diesen Film, führte Bergmeister aus, die Charaktere um ihn herum blieben da „leider deutlich zurück“, zu stark dominiere die Figur „dieses Mörders aus Rache, Verzweifelung und Ausweglosigkeit. Ein starker Auftritt von Hennicke, der allein [schon] das Anschauen“ lohne.
TV Spielfilm zeigte mit dem Daumen nach oben, gab für Anspruch und Action je einen von drei möglichen Punkten, für Spannung zwei und sprach von einem „routiniert aufgezogene[n] Fall, der zum dramatischen Ende hin aber noch spannend eskalier[e]“. Fazit: „Plakativ, aber mit Stärken im Endspurt.“
Frederic Servatius von Quotenmeter.de meinte, nachdem die Krimireihe Stralsund nun „nach über einem Jahr“ auf die Fernsehschirme „ohne Wotan Wilke Möhring“ zurückgekehrt sei, laufe es „qualitativ gesehen gar nicht so schlecht“. Insgesamt seien „die Drehbuchautoren sehr intensiv damit beschäftigt“ gewesen, „die Rahmenhandlung voranzutreiben“. Bis auf „kleinere Schwächen“ werde das auch „sinnig und spannend umgesetzt“. Die Mischung aus Rahmen- und Episodenhandlung sei – „gerade aufgrund der längeren Pause – optimal gewählt“. Gelobt wird Katharina Wackernagel, die ihre Figur „stark spiele“ und „zugleich das überzeugendste Ensemblemitglied“ sei. „Positiv zu bemerken“ sei auch Alexander Held in seiner Rolle als Karl Hidde, der „manchmal überraschend, aber stets sehr überzeugend“ spiele. Jedenfalls lasse sich sagen, „dass der neueste Fall der Kripo Stralsund deutlich besser anmutet, als sein direkter Vorgänger“.
Der Filmdienst stellte fest: „Weitgehend spannender (Fernsehserien-)Krimi, auch wenn er vorsehbar gängigen Genremustern folgt und besonders dem Versatzstück des auf eigene Faust ermittelnden Polizisten folgt.“
Frank Preuß schrieb für Der Westen, „Kreuzfeuer“ sei „ziemlich hart für Samstagabend“, es gehe „heftig zur Sache“. Die Entscheidung, ob man nach dem Ausstieg von Wotan Wilke Möhring weitermachen wolle, sei „mit Blick auf den neuen, ausgesprochen spannenden Fall nicht falsch“. Katharina Wackernagel halte „die Balance zwischen einer psychisch angeschlagenen Frau und einer ehrgeizigen Polizistin gut“. Weiter heißt es: „Alexander Held, der längst zu den großen deutschen Schauspielern zählt, sticht auch hier heraus, gibt den väterlichen Freund für Petersen, den selbstlosen Routinier.“ Mit André Hennicke sei „auch die Gegenseite brillant besetzt“. Der „Mann mit dem ausgemergelten Körper“ habe sich „zu einem Spezialisten für Grenzgänger entwickelt, ohne sich darauf festlegen zu lassen“. Der junge Lars Gunnar Lotz „inszenier[e] die Auseinandersetzung flott und verhedder[e] sich nicht auf den Handlungsebenen. Geschickt verknüpf[e] er privates Schicksal und eigentliche Krimihandlung“. Fazit: „Hartes Krimidrama mit guten Schauspielern. Mehr als das Übliche am Samstagabend.“
Auf der Seite KrimiKiosk ist die Rede davon, dass das „oberflächliche Thema“ in Kreuzfeuer „Rache und Verzweiflung“ sei, „doch tiefer gesehen“ sei es „ein aussichtsloser Kampf gegen Einsamkeit und der Wunsch nach Liebe/Zuneigung und die Frage, was man bereit ist dafür zu tun beziehungsweise dafür aufzugeben“. „Anke Retzlaff und André M. Hennicke spielen ihre Rollen als Entführungsopfer und Amokläufer so überzeugend wie anrührend“, heißt es weiter, ebenso überzeuge Michaela Caspar als Standesbeamtin Maren Fenske in ihrer Darstellung. Abschließend wurde festgestellt, dass das Fehlen von Kommissar Lietz, „der gegen Regeln rebellierte und liebenswerte menschliche Schwächen zeigte, mit seinem Ausscheiden eine emotionale Lücke im Team“ hinterlasse. „Trotzdem: Stralsund / Kreuzfeuer ist gute, spannende Samstagsabend-Krimi-Unterhaltung.“
RP Onlines Kritik fiel sehr positiv aus. Es habe sich „einiges getan, seit die Kripo Stralsund 2008 zum ersten Mal ermittelt“ habe. Eines aber habe sich nicht verändert: „Wie schon der Auftakt, ‚Mörderische Verfolgung‘, so ist auch ‚Kreuzfeuer‘ ein Thriller, der packend beginnt und seine Spannung bis zum Finale steigert.“  „Nicht nur für Insider“, heißt es weiter, sei ‚Kreuzfeuer‘ „ein herausragender Thriller, sondern auch, wenn man die Reihe ‚Stralsund‘ zum ersten Mal“ sehe.